# Aston Abbotts
Aston Abbotts est un village et une paroisse civile située dans le Buckinghamshire en Angleterre.
En 2011 sa population était de 366 habitants.